# 差し入れ
| ウィキペディアには「差し入れ」という見出しの百科事典記事はありません（タイトルに「差し入れ」を含むページの一覧/「差し入れ」で始まるページの一覧）。 代わりにウィクショナリーのページ「差し入れ」が役に立つかもしれません。 |